# Albert van Sleeswijk-Holstein-Sonderburg-Augustenburg

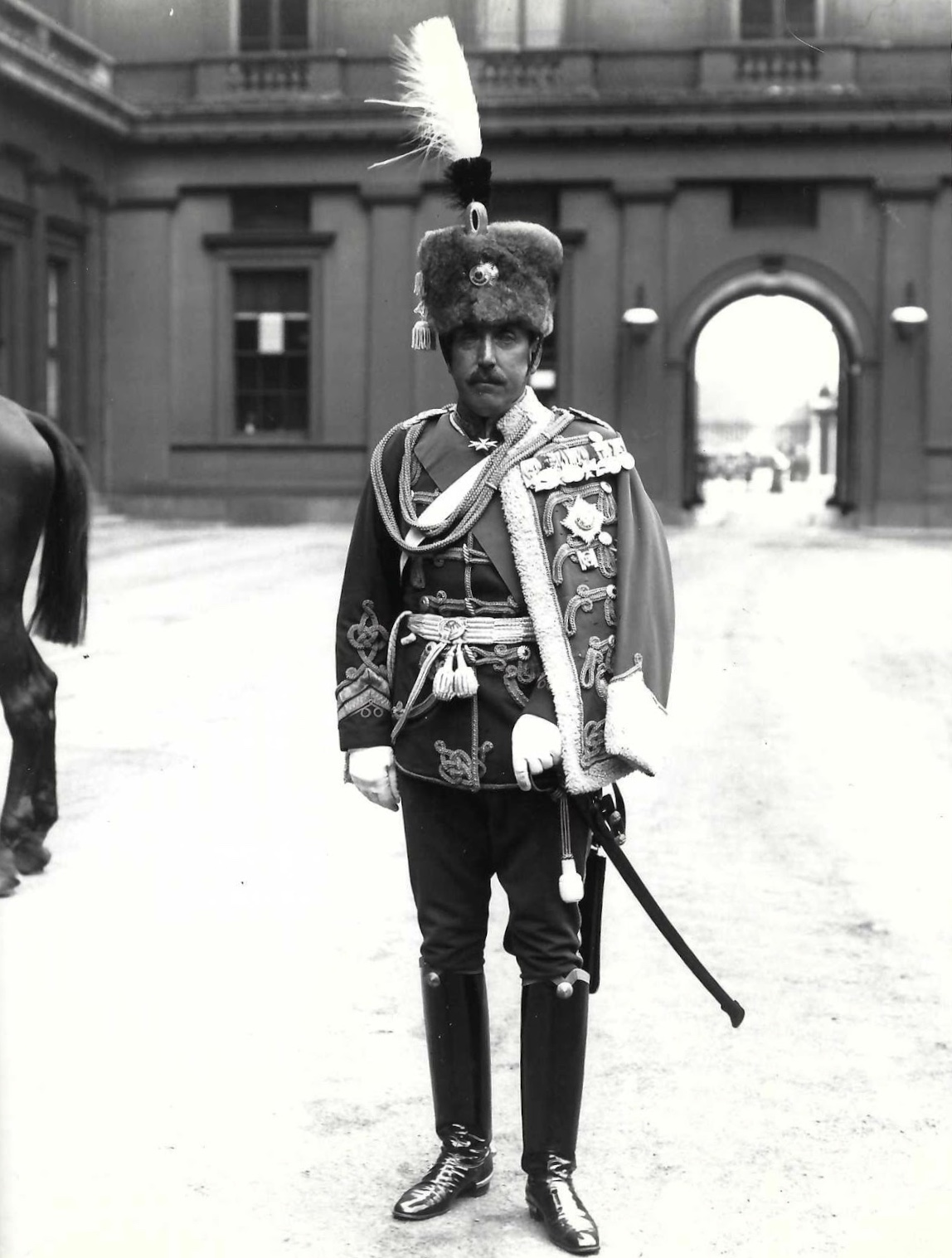

Albert Johan Karel Frederik Arthur George van Sleeswijk-Holstein-Sonderburg-Augustenburg (Frogmore House, 26 februari 1869 — Przemków, 27 april 1931), was een Duitse militair, maar een kleinzoon van koningin Victoria, en daarmee lid van de Britse koninklijke familie.

## Levensloop
Prins Albert was de tweede zoon van Christiaan van Sleeswijk-Holstein-Sonderburg-Augustenburg en Helena, de derde dochter van koningin Victoria. Zoals zijn oudere broer Christiaan Victor was hij voorbestemd voor een militaire carrière. Maar terwijl zijn broer in het Britse leger diende, nam Albert dienst in het Pruisische leger. In de Eerste Wereldoorlog diende hij als luitenant-kolonel aan Duitse zijde, maar vanwege zijn afkomst niet aan het westelijk front; hij had een staffunctie in Berlijn. In 1921 volgde hij zijn kinderloze neef Ernst Günther van Sleeswijk-Holstein-Sonderburg-Augustenburg op als hoofd van de Augustenburg-tak van het Huis Sleeswijk-Holstein-Gottorp.

## Dochter
Hoewel prins Albert nooit getrouwd was, had hij wel een dochter die hij uiteindelijk erkende (zij het pas tien dagen voor zijn overlijden): Valerie Marie (1900-1953). Haar moeder was barones Berta Marie-Madeleine von Wernitz.